# Alfredo de Zavala y Camps
Alfredo de Zavala y Camps (Burgos, 1858 – Madrid, 13 d'agost de 1928) va ser un advocat i polític espanyol, diputat a les Corts Espanyoles durant la restauració borbònica.
Llicenciat en dret civil i canònic a la Universitat Central de Madrid, va exercir com a advocat fins al 1911 i fou lletrat del Consell d'Estat d'Espanya. A les eleccions generals espanyoles de 1910 fou elegit diputat del Partit Liberal Fusionista per O Carballiño; fou membre de la comissió de Pressupostos de les Corts i en juliol de 1910 fou nomenat subsecretari d'Hisenda. En 1910 i 1911 va ser ministre interí d'Hisenda durant l'absència del seu titular. En 1923 va ingressar a la Reial Acadèmia de Ciències Morals i Polítiques. Fou pare d'Alfredo de Zavala y Lafora